# Der Ärgermacher
Der Ärgermacher ist ein deutscher Schwarz-Weiß-Spielfilm von Steffen Jürgens und Bettina Schoeller. Das Drehbuch zum Film schrieben Steffen Jürgens und Sven Bohse. Der Ärgermacher feierte am 16. Januar 2003 seine Premiere auf dem Filmfestival Max Ophüls Preis und kam im Mai 2004 mit dem Vorfilm Das Leben des C. Brunner in die deutschen Kinos.

## Handlung
Der ebenso erfolglose wie popularitätssüchtige Schriftsteller Jochen Antrazith entwendet die Gebeine von Franz Kafka, um die Bundesregierung zum Druck von 150.000 Exemplaren seines Romans „Note 6“ zu zwingen. Immer wieder begeht er spektakuläre Verbrechen, nicht um sich zu bereichern, sondern um dadurch in der Öffentlichkeit zu stehen. Bei einer dieser Aktionen, einem Überfall auf das Sony Center in Berlin, bei dem Jochen die Sony-Mitarbeiter nötigt ihre eigenen Waren zu stehlen und dies mit einer Videokamera aufzunehmen, trifft er auf die hübsche Tschechin Ester Vilar, in die er sich verliebt.
Bei der Übergabe von Franz Kafkas Knochen – von denen ein Teil bei einem Berliner Künstlerpärchen zu Knochenmehl verarbeitet und als Genussmittel inhaliert wurden – an die Polizei, brandmarkt Literaturpapst Marcel Reich-Ranicki den Roman von Antrazith als Schüleraufsatz. Als dann auch noch Ester sich Jochens Liebe verweigert, ergreift der Gedemütigte Maßnahmen, um die Deutschen in ihrem Innersten zu treffen. Dies versucht jedoch die inzwischen gegründete Soko „Siddharta“ unter Leitung von Kommissar Kosack und dessen Kollegen Bousdokous zu verhindern.
In einer verzweifelten Jagd betteln sie und die TV-Fahnder von Aktenzeichen XY … ungelöst um Mithilfe der Bundesbürger zur Ergreifung des untalentierten Täters. Dieser entführt kurz vor dem entscheidenden WM-Endspiel der Nationalelf gegen England im Berliner Olympiastadion deren Kapitän Stefan Effenberg und platziert einen Sprengstoffgürtel um dessen Kopf. Der Polizei gelingt es schließlich Effenberg vor dessen Sprengung zu befreien. Bei dieser Aktion stirbt Jochen Antrazith durch den Schuss eines SEK-Beamten.

## Trivia
- In einer Nebenrolle ist Annika Line Trost von der Berliner Band Cobra Killer zu sehen.
- Der Fußballer Andreas Möller hat einen kurzen Cameo-Auftritt.

## Kritiken
- "Steffen Jürgens‘ Satire in Form eines Film Noir zwischen „Aktenzeichen XY … ungelöst“ und Edgar-Wallace-Filmen wirft sich in einem wilden Referenztaumel in das Einwanderungsland, den Business-Standort und die Kulturnation Deutschland. In seiner Medienkritik seziert Jürgens vor allem das Material Sprache. Folgerichtig spielen die Gebeine von Franz Kafka und Hermann Hesse eine zentrale Rolle in Antraziths skrupellosen Plänen." (Intro)[2]
- "„Der Ärgermacher“ ist eine Satire. Auf die Mediengesellschaft, auf die Ignoranz des deutschen Kulturbetriebs und die Resignation der Menschen, die in ihr leben. Aber auch auf den Protagonisten selbst, der sein Heil einzig in der Anerkennung durch diese Gesellschaft sieht, die er doch so tief verabscheut. Antrazith ähnelt in diesem Kampf ganz seinem literarischen Vorbild. Er ist selbst ein kafkaesker Held, ein trauriger Star der Vergeblichkeit. Er haust in einem Hotelzimmer zwischen Aktenordner und Papierbergen, lässt ständig pseudo- intellektuelle Sätze fallen, die in ihrem lakonischen Tonfall an Woody Allen erinnern." (Filmdienst)[3]
- "Eine schrille Satire auf die Mediengesellschaft mit Anleihen beim „film noir“, die mit ambitionierten Mitteln die Sinnkrise einer individualisierten Gesellschaft aufzuzeigen versucht, sich allerdings kaum einem größeren Publikum erschließt." (Lexikon des internationalen Films)[4]